# Sur les pouvoirs de Pompée

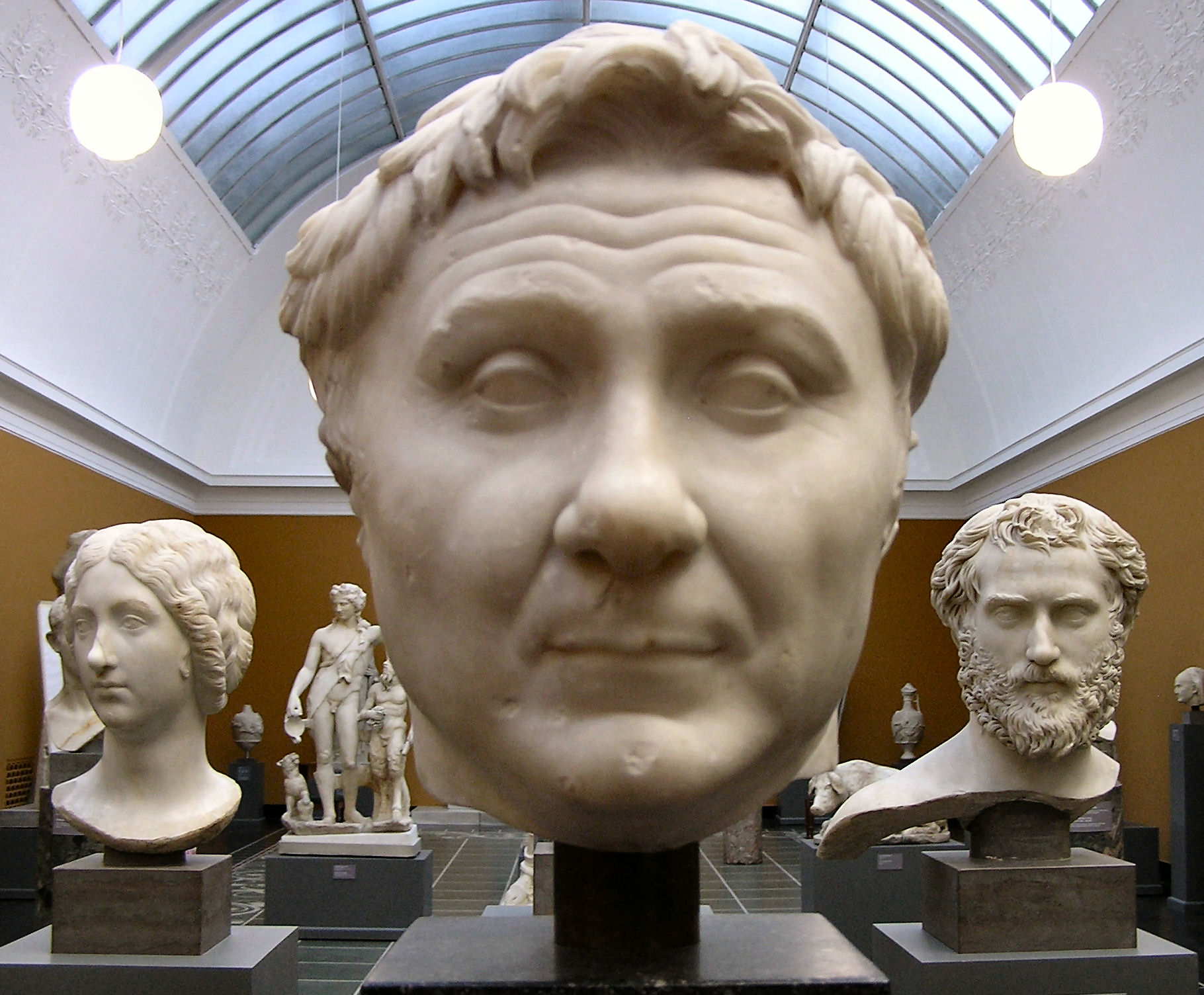
Portrait de Pompée le Grand

De Imperio Cn. Pompei (en français Sur l'imperium de Cnaeus Pompeius, ou Sur les pouvoirs de Pompée), également connu sous le nom de Pro Lege Manilia (« En faveur de la loi manilienne »), est un discours prononcé par Cicéron en 66 av. J.-C. devant l'assemblée populaire romaine en soutien à la proposition faite par Caius Manilius, un tribun de la plèbe, que Pompée le Grand soit seul à commander contre Mithridate dans la troisième guerre mithridatique,.
Cicéron présenta Pompée comme le seul homme possédant les compétences nécessaires à la campagne, mais tenta également d'éviter d'offenser inutilement l'aristocratie sénatoriale. Cependant, en soutenant Pompée, Cicéron s’était engagé publiquement.